# Mécanicien automobile
Pour les articles homonymes, voir Mécanicien.
Le mécanicien automobile est un technicien d’atelier qui assure l’entretien, la maintenance (prévention des pannes), la réparation et le réglage des véhicules automobiles. C’est le responsable des organes mécaniques constituant l’essentiel d’un véhicule : moteur, boîte de vitesses, embrayage, suspension, direction.. Il possède des notions pointues dans les domaines électrique, hydraulique, pneumatique ou encore électronique. Il peut aussi être amené à intervenir sur des activités de vente de voitures neuves ou d’occasion.

## France
- CAP, maintenance des véhicules automobiles Option Véhicules particuliers : Le titulaire de ce CAP, après deux années de formation, doit être capable de participer à un diagnostic, de réaliser seul des opérations d’entretien et de réparation sur des véhicules particuliers.
- Bac Pro 3 ans maintenance automobile : Lors de sa formation, l’élève devra être capable de mener à bien les activités suivantes : accueillir et conseiller des clients, établir un diagnostic, élaborer une méthode de réparation, élaborer un processus d’entretien, exécuter les réparations, intégrer une démarche qualité, s’impliquer dans la gestion générale de l’atelier. Il existe 3 options :

1. option motocycles
2. option voitures particulières
3. option véhicules industriels

## Au Canada
D.E.P. (Diplôme d'études professionnelles) en mécanique automobile.
Au Québec, le métier de mécanicien automobile est régi par le Comité paritaire de l'industrie de l'automobile.
Le D.E.P. en mécanique automobile permet au diplômé d'accéder au poste d'apprenti mécanicien 2e année après seulement 300 heures de travail. En fait, le diplôme susmentionné vaut pour 1700 heures d'exercice aux yeux du comité paritaire. À défaut d'une telle formation, l'apprenti-mécanicien qui est embauché à ce titre dans un garage, débute comme apprenti-mécanicien 1re année. Il deviendra apprenti 2e année après avoir complété 2000 heures d'exercice. Par la suite, à chaque tranche de 2000 heures complétée par l'apprenti-mécanicien, ce dernier «gradue» d'une année supplémentaire quant à ses cartes de compétences.  L'apprenti-mécanicien 4e année, après avoir complété 2000 heures à ce titre, est admissible à l'examen de qualification du comité paritaire.  Tout dépendant du résultat y obtenu, l'apprenti-mécanicien se verra attribué le statut de mécanicien compagnon classe A, B, ou C.  S'il échoue, il demeurera apprenti-mécanicien 4e année et demeurera admissible à l'examen de qualification.
Dans un atelier de mécanique automobile québécois, un mécanicien compagnon est requis pour chaque apprenti-mécanicien qui y travaille. Cette norme vise à ce que les apprentis soient bien encadrés et que leur formation pratique se continue sur le terrain.

## En Suisse
En Suisse, il existe trois formations pour la maintenance d'automobiles :
- la formation d'assistant en maintenance d'automobiles, d'une durée de deux ans, elle permet d'obtenir une Attestation de formation professionnelle (AFP) ;
- l’apprentissage de mécanicien en maintenance d'automobiles, d'une durée de trois ans, qui permet d'obtenir un Certificat fédéral de capacité (CFC) ;
- l'apprentissage de mécatronicien d'automobiles, d'une durée de quatre ans, qui permet d'obtenir un Certificat fédéral de capacité (CFC).

Les formations en apprentissage se déroulent quatre jours par semaine en atelier plus une journée de cours théoriques en école professionnelle. Chaque année, l'apprenti doit également suivre une à deux semaines de cours interentreprises. Ces formations conduisent à l'obtention d'un Certificat fédéral de capacité (CFC).

## Salaire moyen et perspectives professionnelles
Le salaire d'un mécanicien de voitures particulières en début de carrière est généralement proche du SMIC. Mécanicien qualifié avec quelques années d'expérience gagne 1600 euros nets par mois en moyenne.  
Au Québec. Dans la région métropolitaine un compagnon de troisième classe gagnera environ 30$ par heure dans un garage syndiqué, un première classe gagnera environ 34$ de l'heure.
Les possibilités de promotion sont de deux types. Le mécanicien peut devenir chef d’atelier, ou s’installer à son compte après quelques années de pratique.

## Pathologies professionnelles

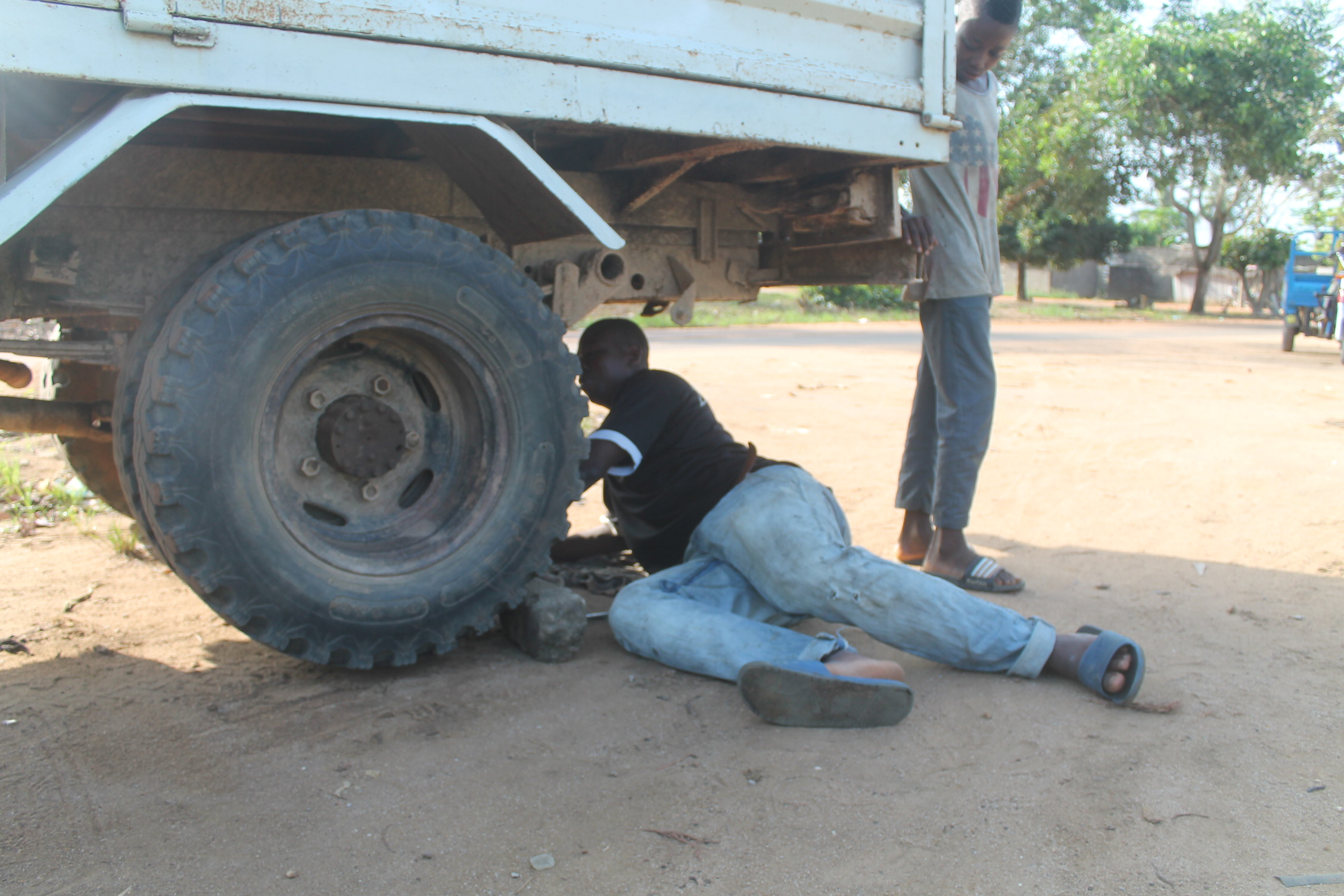
Un mécanicien en pleine journée de travail dans les rues d'Aboisso, une ville située dans le sud de la Côte d'Ivoire.

Ce métier peut exposer au bruit, à des brûlures et aux brûlures chimiques (ex : acide de batterie), coupures, écrasements, ainsi qu'à certains produits mutagènes et/ou cancérigènes  (par inhalation et exposition percutanée d'hydrocarbures et d'amiante principalement) et à des métaux lourds toxiques (chrome, plomb, mercure, nickel, argent...), à des produits sensibilisants ou allergènes source de dermite de contact;  31,3 % des mécaniciens en développent, « réparties en dermites de contact allergiques ou irritatives, tatouages, boutons d'huile. D'autres dermites moins spécifiques sont notées : callosités et intertrigos mycosiques des pieds.  Cette prévalence relativement élevée est due à une négligence voire une ignorance des mesures préventives. » Les tests cutanés montrent de fréquentes allergies ou sensibilisations aux parabènes, à la paraphénylènediamine (PPD), au fragrance-mix. 
À une certaine époque, de nombreux mécaniciens ont aussi été exposés au plomb de l'essence, puis au benzène,  qui remplace encore le plomb dans l'essence, au n-hexane et à l'amiante (Selon E. Imbernon, & al. (2005), « Le scénario le plus réaliste suppose que tous les mécaniciens ont été exposés à l’amiante à un niveau se situant entre 0,06 et 0,25 fibres/ml hebdomadaires en moyenne pendant la période antérieure à 1997, et entre 0,01 et 0,06 pendant la période allant de 1998 à 2010. », avec des effets discutés (une étude ne relevant pas d'augmentation du risque de mésothéliome (à tabagisme égal). Le savon d'atelier est parfois aussi source d'allergies importantes.